# Капский даман
Капский даман (лат. Procavia capensis) — вид афроазиатских млекопитающих, имеющий поверхностное сходство с кроликом. Хвост и уши короткие. Обитают в областях саванн или в травяных угодьях. Часто живут в скалистых областях и также их можно обнаружить в норах других животных.
Является единственным современным видом рода скалистых даманов (Procavia).

## Внешний вид

Череп. Найден в Намибии в октябре 2012 года.

Внешне, особенно издалека, напоминают больших пищух или короткоухих кроликов. Длина тела 30-58 см, масса — 1,4—4 кг. Самцы чуть крупнее самок. Хвост снаружи неразличим. Волосяной покров короткий и довольно грубый; сверху окрашен в коричнево-серый цвет, на боках светлеет, низ тела кремовый. Окраска волос на спинной железе чёрная, реже — бледно-жёлтая или оранжевая. На морде чёрные вибриссы длиной до 18 см. Передние конечности — стопоходящие, задние — полу-пальцеходящие. Подошвы всегда влажные из-за сильного потоотделения, что помогает даманам лазать по камням и стволам деревьев, — своеобразное устройство стоп заставляет их действовать как присоски. При этом специальные мышцы оттягивают резиноподобную поверхность подошвы совершая всасывающее движение. Это позволяет им быстро двигаться как вверх, так и вниз головой по вертикальным поверхностям.
До 1995 года в роде скалистых даманов выделяли ещё несколько видов: Procavia habessinica, Procavia johnstoni, Procavia ruficeps и др., которые в настоящее время включены в Procavia capensis в качестве подвидов.

## Образ жизни
Распространён от Сирии, Израиля и Северо-Восточной Африки до ЮАР. Южнее Сахары обитает почти повсеместно. Изолированные популяции имеются в горах Ливии и Алжира.
Капские даманы населяют скалы, крупнокаменистые россыпи, останцы или каменистые кустарниковые пустыни. Убежище находят среди камней или в пустующих норах других животных (трубкозубов, сурикат). Живут колониями от 5-6 до 80 особей. Крупные колонии делятся на семейные группы, возглавляемые взрослым самцом. Капские и горные даманы иногда живут смешанными группами, занимая одни и те же убежища. Активны в светлую часть суток, особенно утром и вечером, но иногда выходят на поверхность и в тёплые лунные ночи. Большую часть дня проводят, отдыхая и греясь на солнце, — слабо развитая терморегуляция заставляет температуру тела даманов колебаться в течение дня. Кормятся преимущественно травой, плодами, побегами и корой кустарников; реже поедают животную пищу (саранчовых). Несмотря на неуклюжий вид, эти зверьки очень подвижны, легко лазают по отвесным скалам.

### Размножение и продолжительность жизни
Временные рамки брачного сезона зависят от местообитания. Так, в Кении он наступает в августе-ноябре, но может длиться и до января; а в Сирии — в августе-сентябре. Беременность продолжается 6—7 месяцев. Самки обычно приносят потомство в июне — июле, после сезона дождей. В помёте 2, реже 3 детёныша, иногда до 6. Детёныши рождаются зрячими и покрытыми шерстью; через несколько часов они покидают выводковое гнездо. Твёрдую пищу начинают потреблять в 2 недели, самостоятельными становятся в 10 недель. Половой зрелости молодые даманы достигают в 16 месяцев; в возрасте 16—24 месяцев молодые самцы расселяются, самки обычно остаются со своей семейной группой.
Основные враги дамана — леопард, каракал, шакалы, пятнистая гиена и хищные птицы. Кафрский орёл (Aquila verreauxii) питается почти исключительно даманами. При нападении врага даман не только принимает защитную позу, поднимая дыбом шерсть над спинной железой, но и защищается своими длинными, сильными зубами. Обычная продолжительность жизни в природе — 10 лет. Самки живут заметно дольше самцов.

## Значение для человека
Мясо дамана съедобно; есть мнение, что «зайцы», упоминаемые в Библии (в частности, в Левите), как некошерные животные, на деле являются даманами. Некоторые южноафриканские племена используют кристаллизировавшуюся мочу даманов (hyraceum) как лекарственное средство при судорогах и эпилепсии. Молодые даманы в неволе приручаются, взрослые животные остаются злобны и агрессивны.
Окаменевшие фекалии дамана, известные как «золотой камень», используются в парфюмерии (в частности, в парфюме Montecristo Masque) в качестве фиксатора аромата, при этом «золотой камень» придаёт аромату «анималистичное звучание».